# Andrea Ciria
Andrea Ciria (Ciudad de México, 2 de junio de 1979) es una escritora y traductora mexicana. Obtuvo el primer lugar en el XXII Concurso Nacional de Cuento Mujeres en vida: Homenaje a María Luisa Bombal, 2019 con su obra La otra ley. Su trabajo narrativo destaca principalmente en la literatura fantástica en la cual también sobresale como docente

## Trayectoria
Se licenció con mención honorífica en Ciencias de la Comunicación en la Universidad de las Américas de Puebla, donde también estudió un diplomado en música. Obtuvo la Maestría en Literatura en el Colegio de Morelos, titulándose con mención honorífica, y un diplomado en Creación Literaria por la Escuela de Escritores Ricardo Garibay y la Sociedad General de Escritores de México

## Premios
- Finalista en el Tercer Certamen Nacional de Cuento de Escritoras Mexicanas, con el cuento “La pirueta en el bucle”. Tercera Antología de cuento, editorial El nido del Fénix. 2020.
- Mención honorífica en la Convocatoria de Obra Inédita 2019, con la antología de cuentos fantásticos Mala leche. Secretaría de Turismo y Cultura del Estado de Morelos.
- Finalista en el III Concurso de Relato Corto “El libro en blanco”, con el cuento “El cristal en la playa”. Editorial Taoro, España. 31 historias para encontrarte, editorial Taoro, 2020.
- Primer lugar en la Primera Convocatoria para Publicación de Obra Inédita de Lengua de Diablo Editorial, 2017. Conjeturas imposibles,[5][6] Lengua de Diablo Editorial, 2018.
- Primer lugar en el XXII Concurso Nacional de Cuento Mujeres en vida: Homenaje a María Luisa Bombal, 2019, con el cuento "La otra ley".
- Mención honorífica en el Primer Premio Nacional de Cuento Fantástico Amparo Dávila por su cuento "Su único ojo", 2015[7]

## Obra
- The Veiled Smile.[8] Dog Days Ink Publishing. 2021.
- Impossible Assumptions.[9] Dog Days Ink Publishing. 2021.
- “La balada de los niños muertos,[10] una melodía de almas vivas”. Revista Penumbria.[11] 2020.
- Emanación. Colección Pixel.[12] Lengua de diablo editorial.[13] 2020.
- “El cristal en la playa”. 31 historias para encontrarte. Editorial Taoro, España, pp. 17-24, 2020.
- “Los subtítulos”. En busca de la cemita perdida.[14] Benemérita Universidad Autónoma de Puebla, pp. 74-83, 2020.
- “La pirueta en el bucle".[15] Tercera Antología de Escritoras Mexicanas, Ediciones El Nido del Fénix, México, pp.15-17, 2020.
- "Hasta el fondo". Ritmo. Imaginario Fantástico Mexicano. UNAM, pp.13-15,2020.
- "Hambre/Hunger Archivado el 20 de febrero de 2021 en Wayback Machine.". Una realidad más amplia/A larger reality, pp. 36-40, 2019.
- "Parpadeo". Revista Fémina Incógnita. 2019.
- "Flores de otros tiempos".[16] Así vas a morir. Lengua de Diablo Editorial, pp. 18-22, 2019.
- "El ojo (enlace roto disponible en Internet Archive; véase el historial, la primera versión y la última).". Collhibri. Revista de difusión artística y literaria, BUAP, 2019.
- El final del peor día. Universo de libros,[17][18] 2019.
- "El juego". Revista La sirena varada. Vol. 11, pp.77-79, 2018.
- "Prolepsis". Revista La literatura del arte, vol. 7, pp.31-33, 2018.
- Conjeturas imposibles.[19] Lengua de Diablo Editorial,[20][21] 2018.
- "La araña del siglo XXI (enlace roto disponible en Internet Archive; véase el historial, la primera versión y la última).". El diablo me pincha la cabeza. Antología. Lengua de Diablo Editorial, pp. 50-56, 2018.
- "La llave". La noche y la luz. Fábulas de lo extraño. Lengua de Diablo Editorial, pp. 5-8, 2017.
- "Peldaños al cielo". Revista Ciencia y Cultura C2[22], 2016.
- "Lienzos narrativos". Voz de la tribu. UAEM, vol 9, pp. 84-88. Ago-Oct. 2016.
- "Su único ojo". Andan sueltos como locos. Ediciones Pimienta, pp. 125-132, 2016.
- "Rasguños". Antología de narrativa. Colección Escuela de Escritores Ricardo Garibay, pp. 51-56, 2015.
- "En la fotografía". Voz de la tribu. UAEM, vol.2, pp. 77-78, Nov-2015-Ene-2016.
- "Uñas fucsia". Antología de cuento breve-Viaje a la oscuridad. Lengua de Diablo Editorial, pp. 15-17, 2015.
- La sonrisa ajena.[23][24] Lengua de Diablo Editorial. 2da Ed., 2015.
- Compilación de minificciones. Toni Kuhn, La noción del tiempo. Tiempo imaginario, pp. 7-35, 2015. (Traducidos al francés y alemán).
- "El caso de la señora Santander". Las muchas vidas del camaleón. Lengua de Diablo Editorial, pp. 13-15, 2013.
- "Arte mental". Revista Voz en tinta, vol. 1, no. 4, pp. 23-27, 2012.
- "Dúo dragones". El último libro del mundo, Ediciones Gandhi S.A. de C.V., p.150, 2011.
- "El asedio de las grafías". Revista Assedio, p.21, 2011.
- "Entre un sueño, su fantasía y la substancia". Moria, p.13, 2011.
- "Los lazos del arcoíris. Revista Assedio, p.8, 2011.
- "Instrucciones". Revista Voz en tinta, vol. 1, no. 2, pp. 27-30. 2011.
- "Es mío". Revista Voz en tinta, vol. 1, no. 1, pp. 17-19, 2010.
- "José Saramago: Ensayo sobre las huellas; sobre el mar, sobre todas las letras. Revista Voz en tinta, vol. 1, no.1, p. 37, 2010.